# Neil Campbell (cầu thủ bóng đá)
Neil Andrew Campbell (sinh ngày 26 tháng 1 năm 1977 - mất ngày 30 tháng 4 năm 2022) là một cựu cầu thủ bóng đá người Anh thi đấu ở Football League cho York City, Scarborough và Southend United.